# Crackme

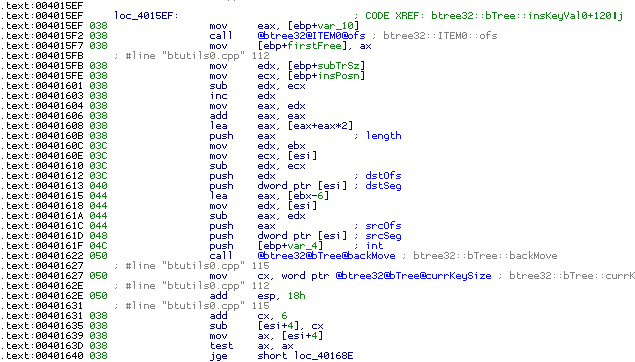
image d'un désassembleur souvent utiliser pour les crackme.

Un crackme (littéralement « crack-moi » en anglais) est un programme simple destiné à tester les capacités en rétro-ingénierie d'un programmeur. Le but typique d'un crackme est d'être modifié afin que la routine d'enregistrement de celui-ci fonctionne dans tous les cas.
Les crackmes (et implicitement les protocoles de sécurité qu'ils utilisent) sont tantôt programmés et vus soit comme de simples jeux, soit comme de réels entraînements destinés à enlever des protections logicielles ou matérielles. Cependant les crackme faisant appel à des protections matérielles ("hardware" en anglais) sont beaucoup moins courantes.
Le terme de crackme est parfois utilisé génériquement pour désigner les reversemes (programme nécessitant l'ajout ou la réparation de fonctions) ou les keygenmes (programme nécessitant la programmation d'un keygen).
L'évolution de l'accessibilité aux nouvelles technologies a permis à de plus en plus de passionnés d'informatique de développer leur connaissance en matière de hacking-blanc (piratage légal), et le développement en masse des sites web référençant des crackme en est l'exemple parfait. Désormais tout un chacun peut se procurer un crackme et progresser dans la sécurité informatique, ce qui est d'autant plus renforcé par l'aspect clairement ludique de la grande majorité des crackme.

## Les crackme logiciels
Un crackme "logiciel" désigne le genre le plus courant de crackme, à savoir un petit logiciel dont la principale fonction est d'être "hacké". Ces mêmes logiciels sont généralement désassemblés par les ingénieurs en sécurité informatique. Une fois désassemblé, un crackme laisse apparaître des failles plus ou moins évidentes à comprendre (en fonction du niveau de celui-ci).
Les ingénieurs ou bien plus simplement les passionnés d'informatique peuvent alors profiter des faiblesses (ou faille informatique) du crackme pour le résoudre, à savoir le rendre accessible dans tous les cas.

## Les crackme d'un nouveau genre (hardware ou web)
Avec l'évolution des nouvelles technologies, de nouveaux genres de crackme sont apparus, par exemple des sites web spécialisés dans la cryptanalyse et dont le fonctionnement rappellent ceux des crackme.
Par exemple le site newbiecontest qui propose des épreuves ludiques de niveaux croissants permettant de mettre au jour des failles de sécurité allant de la simple faille web du déni de service aux failles bien plus complexes de certains crackme.
Les crackme hardware correspondent en fait à des systèmes électroniques ou physiques ("hardware" en anglais) mis en place dans le seul but d'être piratés pour faire progresser le monde de la cryptographie. Cependant il est à noter que de nos jours de tels systèmes sont très rarement accessibles au public et restent des outils utilisés principalement par les professionnels de la sécurité informatique.